# یچان
یچان (به لاتین: Yichun, Jiangxi) یک شهر مرکزی در جمهوری خلق چین است که در جیانگشی واقع شده‌است.

## خصوصیات
یچان  ۵٬۱۰۰٬۰۰۰ نفر جمعیت دارد.

## جغرافیا و آب و هوا
یچون 27°33'-29°06' n عرض جغرافیایی و 113°54'-116°27' e طول جغرافیایی را در بر می گیرد ، در شرق با نانچانگ ، پایتخت استان و فوزو ، در جنوب با جیان و شینیو ، در جنوب غربی با پینگ شیانگ ، در شمال غربی با چانگشا و یو یانگ (هر دو در هونان) و در شمال با جیوجیانگ مرزی دارد.
یچون دارای آب و هوای نیمه گرمسیری مرطوب (Köppen Cfa) است که تحت تأثیر مونسون شرق آسیا قرار گرفته است ، با تابستان های طولانی ، مرطوب و بسیار گرم (اگرچه کمی خنک تر از بسیاری از مناطق دیگر استان) و زمستان های سرد و خشک تر با سرمای گاه به گاه. دمای متوسط ماهانه 24 ساعته از 5.6 درجه سانتیگراد (42.1 درجه فارنهایت) در ژانویه تا 28.6 درجه سانتیگراد (83.5 درجه فارنهایت) در ژوئیه با میانگین سالانه 17.5 درجه سانتیگراد (63.5 درجه فارنهایت) است. متوسط بارندگی سالانه 1631.5 میلی متر (64 اینچ) است. زمستان تا حدودی آفتابی و خشک شروع می شود اما به تدریج مرطوب تر و ابری تر می شود ؛ بهار به ویژه غم انگیز شروع می شود و از آوریل تا ژوئن هر یک از ماه ها به طور متوسط بیش از 210 میلی متر (8.3 اینچ) بارندگی دارد. پس از کاهش بارندگی های شدید در ماه ژوئن ، تابستان به ویژه آفتابی است. پاییز گرم و نسبتا خشک است.